# Primghar
Primghar är administrativ huvudort i O'Brien County i Iowa. Vid 2010 års folkräkning hade Primghar 909 invånare.